# مجید مطلبی
مجید مطلبی (زاده ۳ خرداد ۱۳۵۸) تهیه‌کننده و مجری طرح سینما می‌باشد. از مهمترین فعالیت وی می‌تواند به تهیه کنندگی فیلم سینمایی سرخ‌پوست در سی و هفتمین دوره جشنواره فیلم فجر و همچین به مجری طرحی و سرمایه‌گذاری دو فیلم سینمایی نهنگ عنبر و نهنگ عنبر ۲ دومین فیلم پر فروش تاریخ سینمای ایران اشاره کرد

## زندگی‌نامه
مجید مطلبی در سال ۱۳۷۹ با تأسیس استودیو به صورت حرفه ای وارد محیط کار در سینما و تلویزیون شد وی در سال ۱۳۸۳ بعنوان مدیرتولید و جانشین تهیه‌کننده در نمایشی با نام یک زن یک مرد به کارگردانی آزیتا حاجیان و تهیه کنندگی محمدرضا شریفی‌نیا فعالیت داشته‌است.
مجید مطلبی در سال ۱۳۸۷ آسانسور را به کارگردانی علی کریم و در سال ۱۳۸۸ فیلم بلند چاله را تهیه کرد و بعنوان تهیه‌کننده فعالیت حرفه ای خودش را آغاز کرد.

## فعالیت

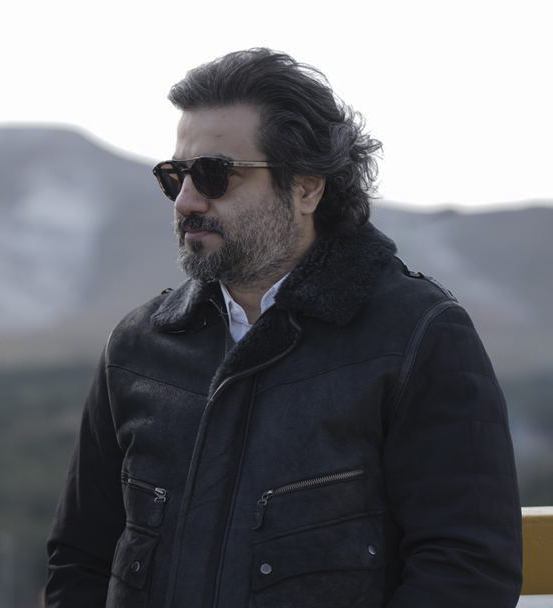
مجیدمطلبی در پشت صحنه فیلم سرخپوست

| فیلم سینمایی و سریال       | سال تولید | تهیه‌کننده         | مجری طرح          | سرمایه‌گذار   | کارگردان      | مشاور تولید و پست پروداکشن |
| آکتور                      | ۱۴۰۱      | آری               | آری               | آری          | نیما جاویدی   |                            |
| تفریق                      | ۱۳۹۹      | آری               | آری               | آری          | مانی حقیقی    |                            |
| لتیان                      | ۱۳۹۷      | آری               | آری               | آری          | علی تیموری    |                            |
| سرخ‌پوست                    | ۱۳۹۷      | آری               | آری               | آری          | نیما جاویدی   |                            |
| هت‌تریک                     | ۱۳۹۵      | آری               | علی کریم          | آری          | رامتین لوافی  |                            |
| نهنگ عنبر ۲: سلکشن رؤیا    | ۱۳۹۵      | سامان مقدم        | آری               | آری          | سامان مقدم    |                            |
| دندون طلا                  | ۱۳۹۴      | مهران برومند      | آری               | آری          | داود میرباقری |                            |
| نهنگ عنبر                  | ۱۳۹۴      | سامان مقدم        | آری               | آری          | سامان مقدم    |                            |
| قلب یخی                    | ۱۳۹۱      | سید کمال طباطبایی | سید کمال طباطبایی | آری          | سامان مقدم    | آری                        |
| یک عاشقانه ساده            | ۱۳۹۰      | سامان مقدم        | آری               | سامان مقدم   | سامان مقدم    | آری                        |
| مختارنامه                  | ۱۳۸۹      | محمود فلاح        | سیما فیلم         | شبکه یک سیما | داود میرباقری | آری                        |
| چاله (فیلم)                | ۱۳۸۸      | آری               | علی کریم          | آری          | علی کریم      |                            |
| آسانسور                    | ۱۳۸۷      | آری               | آری               | آری          | علی کریم      |                            |
| صد سال به این سال‌ها (فیلم) | ۱۳۸۶      | مرتضی شایسته      | محمد شایسته       | هدایت فیلم   | سامان مقدم    | آری                        |
| معصومیت از دست رفته        | ۱۳۸۲      | محمد مسعود        | محمدرضا شریفی‌نیا  | شبکه سه سیما | داود میرباقری | آری                        |
| -------------------------- | --------- | ----------------- | ----------------- | ------------ | ------------- | -------------------------- |

### جشنواره‌ها و جوایز
- حضور در فستیوال فیلم تورنتو برای فیلم تفریق سال ۲۰۲۲
- حضور در فستیوال فیلم لندن برای فیلم تفریق در سال ۲۰۲۲
- برنده تندیس حافظ بهترین فیلم از بیستمین جشن حافظ برای فیلم سرخ پوست
- برنده جایزه بهترین فیلم از سیزدهمین جشن انجمن منتقدان و نویسندگان سینمای ایران برای فیلم سرخ پوست ۱۳۹۸
- نامزد دریافت جایزه بهترین فیلم از سیزدهمین جشن انجمن منتقدان و نویسندگان سینمای ایران برای فیلم سرخ پوست ۱۳۹۸
- برنده جایزه بهترین فیلم از بیست و یکمین جشن سینمای ایران برای فیلم سرخ‌پوست ۱۳۹۸[۱]
- برنده جایزه بهترین فیلم از جشنواره گلدن گلوبال مالزی برای فیلم هت تریک در سال ۲۰۱۹
- نامزد دریافت سیمرغ بلورین بهترین فیلم سی و هفتمین دوره جشنواره فیلم فجر برای فیلم سرخ‌پوست در سال ۲۰۱۹ [۲]
- نامزد دریافت سیمرغ بلورین بهترین فیلم از نگاه تماشاگران سی و هفتمین جشنواره فیلم فجر برای فیلم سرخ‌پوست در سال ۲۰۱۹
- کاندید بهترین فیلم در جشنوار جهانی فیلم فجر برای فیلم هتر تریک ۲۰۱۸
- جشنواره بین‌المللی فیلم شانگهای ۲۰۱۸
- جشنواره فیلم ونکوور ۲۰۱۸
- نامزد بهترین مجموعه جشن دنیای تصویر برای سریال دندون طلا
- برنده جایزه بهترین فیلم کوتاه از UKIFF در سال ۲۰۱۱ برای فیلم آسانسور
- کاندید در جشنواره بین‌المللی فیلم شهر برای فیلم چاله
- حضور فستیوال فیلم‌های ایرانی لندن سال ۲۰۱۱
- حضور در جشنواره فیلم فبیوفست پراگ در سال ۲۰۱۰
- حضور بعنوان تنها نماینده ایران در فستیوال فیلم ونیز و در هفته منتقدین در سال ۲۰۰۹
- حضور در فستیوال جشنواره فیلم پوسان سال ۲۰۰۸
- حضور در فستیوال فیلم آسیا تیکا فیلم مدیال ایتالیا سال ۲۰۰۸